# Bralin (gemeente)
De gemeente Bralin is een landgemeente in het Poolse woiwodschap Groot-Polen, in powiat Kępiński.
De zetel van de gemeente is in Bralin.
Op 30 juni 2004 telde de gemeente 5579 inwoners.

## Oppervlakte gegevens
In 2002 bedroeg de totale oppervlakte van gemeente Bralin 85,16 km², waarvan:
- agrarisch gebied: 74%
- bossen: 17%

De gemeente beslaat 14% van de totale oppervlakte van de powiat.

## Demografie
Stand op 30 juni 2004:
| Omschrijving                   | Totaal | Totaal | Vrouwen | Vrouwen | Mannen | Mannen |
| ------------------------------ | ------ | ------ | ------- | ------- | ------ | ------ |
| eenheid                        | aantal | %      | aantal  | %       | aantal | %      |
| inwoners                       | 5579   | 100    | 2787    | 50      | 2792   | 50     |
| bevolkingsdichtheid (inw./km²) | 65,5   | 65,5   | 32,7    | 32,7    | 32,8   | 32,8   |

In 2002 bedroeg het gemiddelde inkomen per inwoner 1422,49 zł.

## Administratieve plaatsen (sołectwo)
Bralin, Chojęcin (sołectwa: Chojęcin-Wieś en Chojęcin-Parcele), Czermin, Działosze, Gola, Mnichowice, Nosale, Nowa Wieś Książęca, Tabor Mały, Tabor Wielki, Weronikopole.

## Aangrenzende gemeenten
Baranów, Kępno, Kobyla Góra, Perzów, Rychtal
- Library of Congress Control Number: n98067036
- Nationale Bibliotheek van Israël: 987007535816405171
- Virtual International Authority File: 158454656